# Svjetsko prvenstvo u nogometu za žene
Svjetsko prvenstvo u nogometu za žene (FIFA Women's World Cup) je natjecanje koje se održava svake četvrte godine. Organizator je svjetska nogometna organizacija FIFA. Prvo Svjetsko prvenstvo za žene održano je 1991. godine u Kini. Trenutni svjetski prvak je SAD.

## Pobjednici SP za žene kroz povijest
| 1991. | Kina                       | SAD                  | 2:1                  | Norveška             | Švedska              | 4:0                  | Njemačka             |
| 1995. | Švedska                    | Norveška             | 2:0                  | Njemačka             | SAD                  | 2:0                  | Kina                 |
| 1999. | SAD                        | SAD                  | 0:0 (produžetci)     | Kina                 | Brazil               | 0:0 (produžetci)     | Norveška             |
| 1999. | SAD                        | 5:4 (kazneni udarci) | 5:4 (kazneni udarci) | 5:4 (kazneni udarci) | 5:4 (kazneni udarci) | 5:4 (kazneni udarci) | 5:4 (kazneni udarci) |
| 2003. | SAD                        | Njemačka             | 2:1 (zlatni gol)     | Švedska              | SAD                  | 3:1                  | Kanada               |
| 2007. | Kina                       | Njemačka             | 2:0                  | Brazil               | SAD                  | 4:1                  | Norveška             |
| 2011. | Njemačka                   | Japan                | 2:2, 3:1 (jed.)      | SAD                  | Švedska              | 2:1                  | Francuska            |
| 2015. | Kanada                     | SAD                  | 5:2                  | Japan                | Engleska             | 1:0 (produžetci)     | Njemačka             |
| 2019. | Francuska                  | SAD                  | 2:0                  | Nizozemska           | Švedska              | 2:1                  | Engleska             |
| 2023. | Australiji / Novom Zelandu | Španjolska           | 1:0                  | Engleska             | Švedska              | 2:0                  | Australija           |

## Vanjske poveznice
- FIFA World Cup  Arhivirana inačica izvorne stranice od 15. lipnja 2006. (Wayback Machine)